# دوميترو بوبيسكو (لاعب كرة قدم)
دوميترو بوبيسكو هو لاعب كرة قدم روماني في مركز الوسط، ولد في 17 مارس 1942 في Pucioasa ‏ في رومانيا، وتوفي في 27 ديسمبر 1997.

## وصلات خارجية
- دوميترو بوبيسكو (لاعب كرة قدم) على موقع قاعدة بيانات كرة القدم.إي يو (الإنجليزية)
- دوميترو بوبيسكو (لاعب كرة قدم) على موقع ناشيونال فوتبول تيمز (الإنجليزية)
- دوميترو بوبيسكو (لاعب كرة قدم) على موقع عالم كرة القدم.نت (الإنجليزية)